# Natalie Raitano

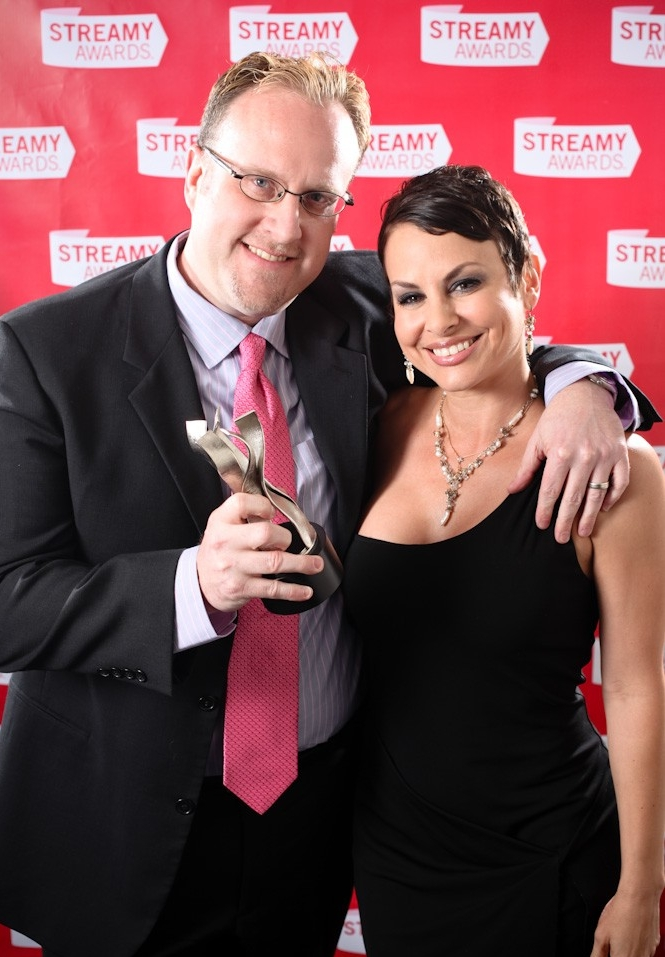
Natalie Raitano (2009)

Natalie Raitano (* 3. Oktober 1966 in Charleroi, Pennsylvania) ist eine US-amerikanische Schauspielerin, die vor allem für ihre Rolle in der Serie V.I.P. – Die Bodyguards bekannt ist.
Natalie Raitano studierte Ballett und arbeitete als Aerobictrainerin. Auf dem Sender ESPN2 hatte sie eine eigene Aerobicshow mit dem Titel Hip Hop Body Shop. In diesem Format trat sie bis 1997 auf. Ab 1998 war sie neben Pamela Anderson in V.I.P. – Die Bodyguards zu sehen. Sie spielte die Rolle der Nikki Franco bis zum Ende der Serie im Jahr 2002. Natalie Raitano spielte danach in verschiedenen Fernsehproduktionen wie zum Beispiel Killing Down oder Pink.
Sie war Mitglied in der Musikgruppe Breeze.

## Filmografie (Auswahl)
- 1998–2002: V.I.P. – Die Bodyguards (V.I.P.)
- 2000: Martial Law – Der Karate-Cop
- 2001: Slammed
- 2005: One More Round
- 2006: Killing Down
- 2007: Polly and Marie
- 2007: The Benvenuti Family
- 2007–2008: Pink
- 2008: Jada
- 2009: Killing of Wendy
- 2012: Letting Go